# Polimino
Un polimino (AFI: /poˈlimino/) è una figura geometrica piana composta da un numero finito di quadrati ottenibili l'uno dall'altro mediante traslazioni, con ognuno di essi che ha almeno un lato in comune con almeno un altro quadrato.
Un polimino costituito da due quadrati prende il nome di "domino". Il celebre e omonimo gioco da tavolo utilizza tessere di tale forma appunto, ovvero due quadrati identici e affiancati.
Aumentando il numero di quadrati, la figura prende i nomi di:
- trimino (formata 3 quadrati)
- tetramino (formata da 4 quadrati)
- pentamino (formata da 5 quadrati)
- esamino (formata da 6 quadrati)
- ecc.

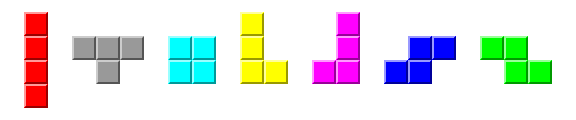
Tetramini

Per ciascuna di queste suddivisioni la figura può assumere diverse configurazioni in base alla disposizione dei quadrati di cui è composta.
Esiste anche un equivalente nello spazio a tre dimensioni del polimino, chiamato policubo, il quale è un solido costituito da un numero finito di cubi che hanno almeno una faccia in comune con almeno un altro cubo. Anch'essi assumono nomi diversi in base al numero di cubi di cui sono composti: tricubo, tetracubo, pentacubo, ecc.